# گیرث گادوینسون

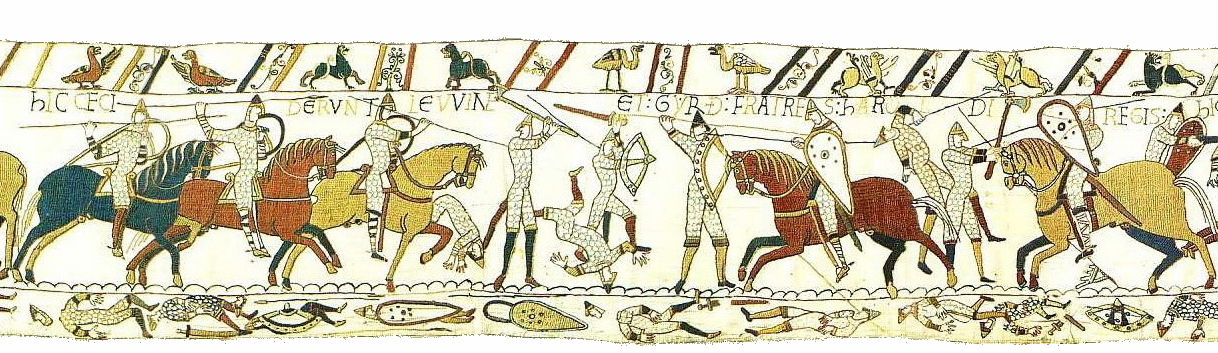
صحنه ۵۲ از فرشینه بایو در نبرد هیستینگز هنگام کشته شدن گیرث و برادرش به زبان لاتین نوشته شده:
HIC CECIDERUNT LEWINE ET GYRD FRATRES HAROLDI REGIS
(در اینجا لئوفاین و گیرث برادران شاه هارولد کشته شدند.)

گیرث گادوینسون (انگلیسی باستان: Gyrð Godƿinson) (حدود ۱۰۳۲ - ۱۴ اکتبر ۱۰۶۶) پسر چهارم ارل گادوین و برادر کوچکتر هارولد گادوینسن است. در سال ۱۰۵۱ او به همراه برادر بزرگتر خود اسویگن به فلاندر تبعید شد. اما بر خلاف اسویگن او توانست نزد خانواده خود بازگردد. گیرث به همراه برادران خود هارولد و تاستینگ در کنار بستر مرگ پدرشان حاضر بود.
پس از مرگ پدرشان در مارس ۱۰۵۳، گادوین‌ها توانستند قدرتشان را در انگلستان نگه دارند. هارولد ارل‌نشین وسکس را از پدر به ارث برد و به دومین فرد نیرومند پس از شاه تبدیل شد. به گیرث ارل‌نشین شرق آنگلیا، کمبریج شایر و آکسفوردشایر بین سال‌های ۱۰۵۵ و ۱۰۵۷ رسید. و همراه با برادرش لئوفاین ارل‌نشین کنت، اسکس مرکزی، میدلسکس و احتمالاً باکینگهامشر را به‌طور مشترک در دست داشتند. به عبارتی دیگر در آن زمان کنترل تمام شرق انگلستان در دست پسران گادوین بود.
بر پایه نوشته‌های اردریگ ویتالیس و ویلیام ملمسبوری او تلاش نافرجامی برای جلوگیری از درگیر شدن هارولد با ویلیام نورماندی در نبرد انجام داد و به او گفت به جای آنکه سوگند وفاداری اش را به ویلیام بشکند، پادشاهی ویلیام را تأیید و به عنوان فرد دوم کشور فرمانده نیروهای انگلیسی برجا بماند. با وجود اینکه برادرش هارولد توصیه‌هایش را نادیده گرفت، گیرث در نبرد هیستینگز جنگید و در پایان در کنار برادران خود هارولد و لئوفاین کشته شد.